# Шведов, Яков Захарович
Я́ков Заха́рович Шве́дов (22 октября 1905, деревня Пенья, Корчевский уезд Тверской губернии — 31 декабря 1984, Москва) — русский советский писатель и поэт-песенник.

## Биография

Могила Шведова на Николо-Архангельском кладбище Москвы.

Яков Шведов родился 9 (22) октября 1905 года в деревне Пенья (ныне Конаковский район, Тверская область) в крестьянской семье. Окончил церковно-приходскую школу. Вскоре семья переезжает в Москву. В 13 лет, оставшись сиротой, Яков поступает рабочим на Московский металлургический завод Гужона. В 1922 году становится рабкором заводской газеты и начинает литературную деятельность. Кроме заводской многотиражки, печатается также в журнале «У станка» и газете «Рабочая Москва», посещает существовавшее при газете литературное объединение «Рабочая весна». Осенью 1923 года по рекомендации прозаика Д. А. Фурманова принят в группы пролетарских писателей «Октябрь» и МАПП. Участниками этих объединений были известные писатели — А. С. Серафимович, А. Т. Твардовский, Н. Н. Асеев, о которых Шведов впоследствии оставил литературные воспоминания. В 1924 году публикует первый сборник стихов «Шестерённые перезвоны» о жизни и быте рабочей окраины. Таких сборников у поэта выйдет более 20.
Дальнейшее творчество Шведова также сохраняет тематику социальной значимости труда. Выходят его прозаические работы: «На мартенах» (лирическая хроника, 1929), «Юр-базар» (роман, 1929), «Обида» (повесть, 1930), «Повесть о волчьем братстве» (1932), «Ровесник» (рассказ, 1933) и др.
В 1936 году поэт создает новый, ставший известным, вариант песни «Орлёнок» на музыку композитора В. А. Белого и стихи М. Н. Даниэля (вариант на идиш) и Б.Х. Черняка (художественный перевод на русский) к спектаклю МАДТ имени Моссовета «Хлопчик» по пьесе драматурга М. Н. Даниэля «Зямка Копач» в переводе Б. Х. Черняка. В 1984 году песня вошла в репертуар БДХ Всесоюзного радио и Центрального телевидения (солист Дима Голов)
С началом Великой Отечественной войны управлением Юго-Западного фронта направлен фронтовым корреспондентом газеты «За победу». «Наш окопный поэт» — прозвали Якова Шведова однополчане. Именно на фронте заканчивает автор работу над ещё одной песней, позволившей ему войти в историю русской советской художественной культуры — «Смуглянка» на музыку А. Г. Новикова. В звании подполковника он был демобилизован в 1946 году. Член ВКП(б) с 1945 года.
Жил в Москве в знаменитом «Доме писательского кооператива» (Камергерский переулок, дом 2).
Умер 31 декабря 1984 года. Похоронен в Москве на Николо-Архангельском кладбище.

## Награды
- орден Отечественной войны I степени (22.5.1945)
- орден Отечественной войны II степени (12.9.1944)
- орден Красной Звезды (26.1.1943)
- орден Дружбы народов (1984)
- медаль «За отвагу» (31.8.1942)

## Семья
Супруга — Прасковья Степановна Шведова (1909—1982)
Дети:
- Наталья Яковлевна Гончарова (Шведова)
- Эмма Яковлевна Шведова (умерла в 4 года)
- Дмитрий Яковлевич Шведов (умер в 1998 году)

Внучка — Юлия Гончарова, корреспондент газеты «Московский Комсомолец» («МК»)

## Память
- В 1987 году в Конаковском музее создана посвящённая Якову Шведову экспозиция, многие экспонаты которой преподнесла в дар музею дочь поэта[4].
- На малой родине поэта, в деревне Пенье Конаковского района, открыта стела с памятной мемориальной доской Якову Шведову 8 мая 2013 года[9]
- в 2017 году в Музее краеведения «Родимая Сторонушка» при Храме Прп. Сергия Радонежского в с. Дмитрова Гора Конаковского района создана посвященная Якову Захаровичу Шведову экспозиция, многие экспонаты которой преподнесла в дар музею дочь поэта Наталия Яковлевна Гончарова-Шведова.

## Наиболее известные песни
- В колхоз приехали друзья (П. Акуленко), исп. Хор Всесоюзного радио
- В роще соловьиной (З. Компанеец), исп. Виталий Власов
- Влюблённый клён (В. Макаров), исп. А. Клещёва, Л. Куприянова и Л. Неверов, Александра Яковенко, В. Львова, Георгий Виноградов и Пётр Киричек
- Возле сада-палисада (Е. Жарковский), исп. Иван Шмелёв
- Дозорная (Л. Бакалов), исп. Пётр Киричек
- Застава Ильича (А. Новиков), исп. Георгий Абрамов и Владимир Захаров
- Мерцают звёзды ранние (В. Макаров), исп. Георгий Виноградов
- Молодая строевая (П. Акуленко), исп. Кр. АПП, солисты Георгий Бабаев и В. Пучков
- Наша юность (О. Иванов), исп. Аида Ведищева
- Не кричи, перепёлка (Ф. Маслов), исп. Виталий Власов
- Не улетай, лебёдушка (Ф. Маслов), исп. Сергей Лемешев
- Орлёнок (В. Белый), исп. БДХ п/у В. Попова, солист Саша Юденков, Валентина Левко, Владимир Политковский, Евгений Кибкало, Елена Камбурова, Ирина Архипова, Нина Исакова, Пётр Киричек
- Отъезд партизан (А. Новиков), исп. Сергей Лемешев
- Песня из к/ф «Кавалер золотой звезды» (Т. Хренников)
- Песня Настеньки из м/ф «Аленький цветочек» (Н. Будашкин), исп. Виктория Иванова
- Помни, советский солдат (П. Акуленко), исп. Алексей Иванов
- Провожал отец сыночка (З. Компанеец), исп. Кр. АПП
- Сам обязан догадаться (Н. Чаплыгин), исп. Леокадия Масленникова
- Смуглянка (А. Новиков), исп. Аида Ведищева, Геннадий Каменный, Евгений Шаповалов, Иван Савчук и Николай Абрамов, Лев Полосин и Борис Кузнецов, Мики Евремович и квартет «Гармония», Михаил Кизин, Валентина Толкунова
- Трёхрядка (Е. Жарковский), исп. Иван Шмелёв, Юрий Хочинский, Леонид и Эдит Утёсовы
- Ты в хлебах, земля (В. Макаров), исп. Пётр Киричек
- Хороши в июле ночки (В. Макаров), исп. Людмила Лядова и Нина Пантелеева

## Издания
- Шестеренные перезвоны. — М., Новая Москва, 1924
- Вьюги. — М., Новая Москва, 1925
- Разлив. — М., Московский рабочий, 1925
- Березовые окраины. — М., Молодая гвардия, 1928
- На мартенах. — Харьков, Пролетарий, 1928
- Юр-Базар. — М., 1929
- Большие будни. — М., Молодая гвардия, 1931
- Обиды. — М., 1930
- Обиды. 2-е изд. — М., 1931
- Повесть о волчьем братстве. — М., Молодая гвардия, 1932
- Повесть о волчьем братстве. — М., Советская литература, 1933
- Поиски отечества. — М., 1933
- Ровесник. — М., Молодая гвардия, 1933
- 3 повести. — М., Молодая гвардия, 1933
- Резкий свет. — М., Молодая гвардия, 1936
- Орлёнок. — М., Московский рабочий, 1960
- Рос на опушке клен. — М., 1964
- Из четырёх книг. — М., Московский рабочий, 1972
- Орлиное племя. — М., Молодая гвардия, 1974
- Продолжение песни. — М., Современник, 1975
- Самое заветное. М., Современник, 1976
- Ясность. — М., 1977
- С открытым сердцем: Стихотворения. — М.: Советская Россия, 1983. — 127 с.
- Продиктовано временем: Стихи, баллады, песни. — М.: Молодая гвардия 1984. — 142 с.
- Избранное: Стихи. Воспоминания. — М.: Художественная литература, 1984. — 279 с.